# Curiel de Duero
Curiel de Duero település Spanyolországban, Valladolid tartományban. Curiel de Duero Peñafiel, Pesquera de Duero, Roturas, Corrales de Duero, Valdearcos de la Vega, Mambrilla de Castrejón és Bocos de Duero községekkel határos. Lakosainak száma 119 fő (2024).

## Népesség
A település népessége az utóbbi években az alábbiak szerint változott:
| Lakosok száma | 124  | 98   | 126  | 134  | 130  | 121  | 129  | 123  | 112  | 119  |
|               | 2001 | 2004 | 2007 | 2009 | 2012 | 2014 | 2017 | 2019 | 2022 | 2024 |